# الحرب المضادة للسطح

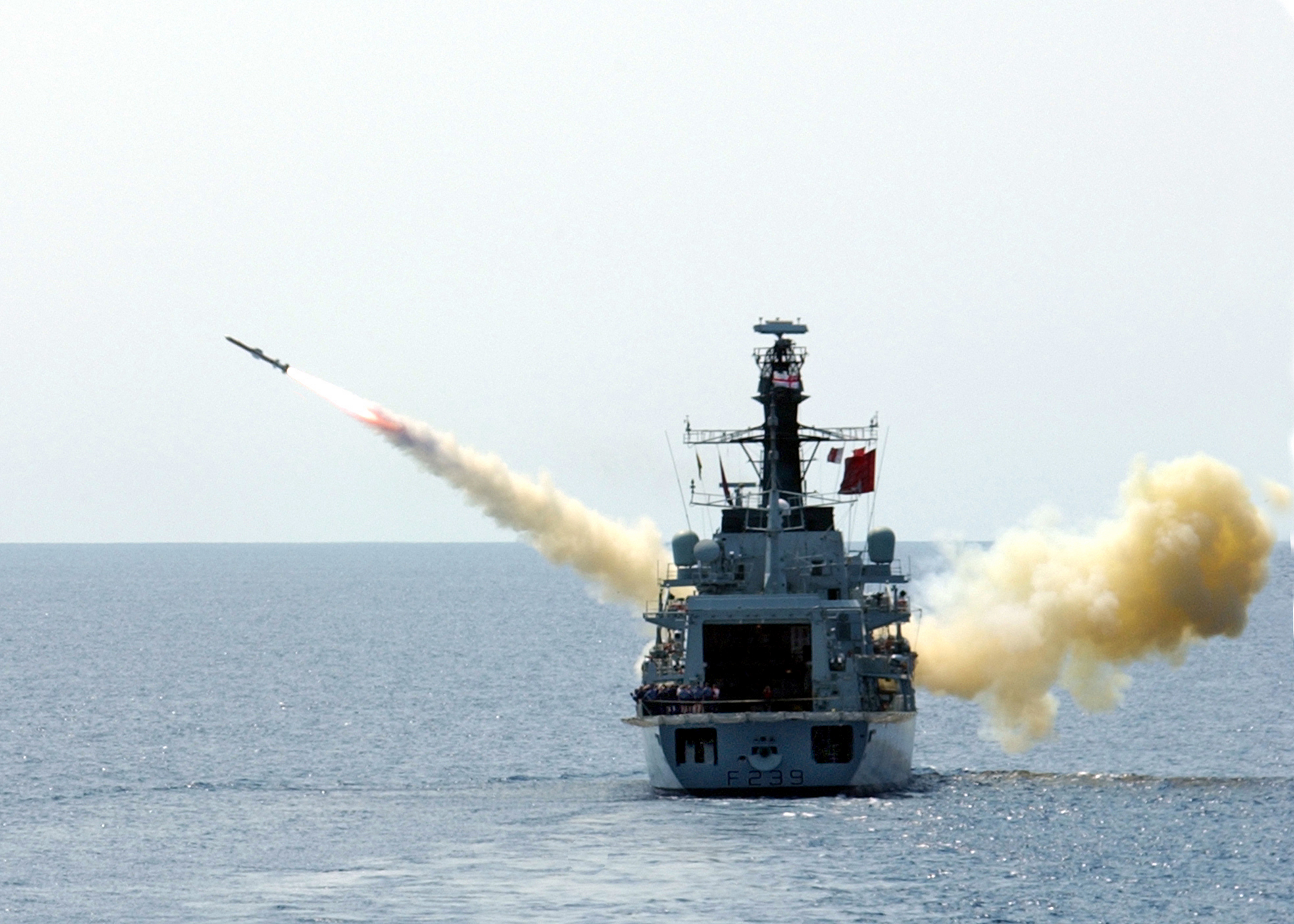

الحرب المضادة للسطح ( ASuW أو ASUW ) هي فرع من الحرب البحرية المعنية بإخماد المقاتلين السطحيين. بشكل أعم، هو أي أسلحة أو أجهزة استشعار أو عمليات تهدف إلى مهاجمة أو الحد من فعالية السفن السطحية للخصم. قبل اعتماد الغواصة والطيران البحري، كانت جميع الحروب البحرية تتألف من حرب ضد السطح. ظهر المفهوم المتميز لقدرة الحرب المضادة للسطح بعد الحرب العالمية الثانية.

## فئات الحرب المضادة للسطح
يمكن تقسيم الحرب ضد السطح إلى أربع فئات بناءً على المنصة التي تُطلق منها الأسلحة:
- الجو (أو الطيران): الحرب المضادة للسطح التي تقوم بها الطائرات. تاريخيا، كان يتم ذلك في المقام الأول من خلال قصف أو قاذفة انقضاضية أو طوربيدات الإطلاق الجوي (وفي بعض الحالات بالهجمات الانتحارية).
- السطح: الحرب المضادة للسطح التي تقوم بها السفن الحربية. يمكن أن تستخدم هذه السفن طوربيدات أو بنادق أو صواريخ أرض أرض أو ألغام. المركبات الجوية بدون طيار (الطائرات بدون طيار) تمثل التكنولوجيا الناشئة.
- الغواصة: الحرب المضادة للسطح التي تقوم بها الغواصات. تاريخيا، أجريت هذه باستخدام طوربيدات وبنادق سطح السفينة. في الآونة الأخيرة، أصبح صواريخ كروز التي تطلق من الغواصة (SLCM) سلاحا مفضلا مضاد للسفن وتقدم مدى أطول بكثير.
- الشاطئ: تاريخيا، وهذا يشير إلى الشاطئ قصف من المدفعية الساحلية، بما في ذلك المدافع. الصواريخ المستندة إلى الشاطئ أو الصواريخ الباليستية. علاوة على ذلك، قد توفر الأقمار الصناعية التي تسيطر عليها الأرض بيانات عن تحركات الأسطول.

## بعد الحرب الباردة
في حقبة ما بعد الحرب الباردة، تضيف الطائرات بدون طيار والتهديدات غير المتماثلة مثل القارب الانتحاري تعقيدات إضافية إلى نظام الحرب المضادة للسطح.